# ذا جانوسكيانز

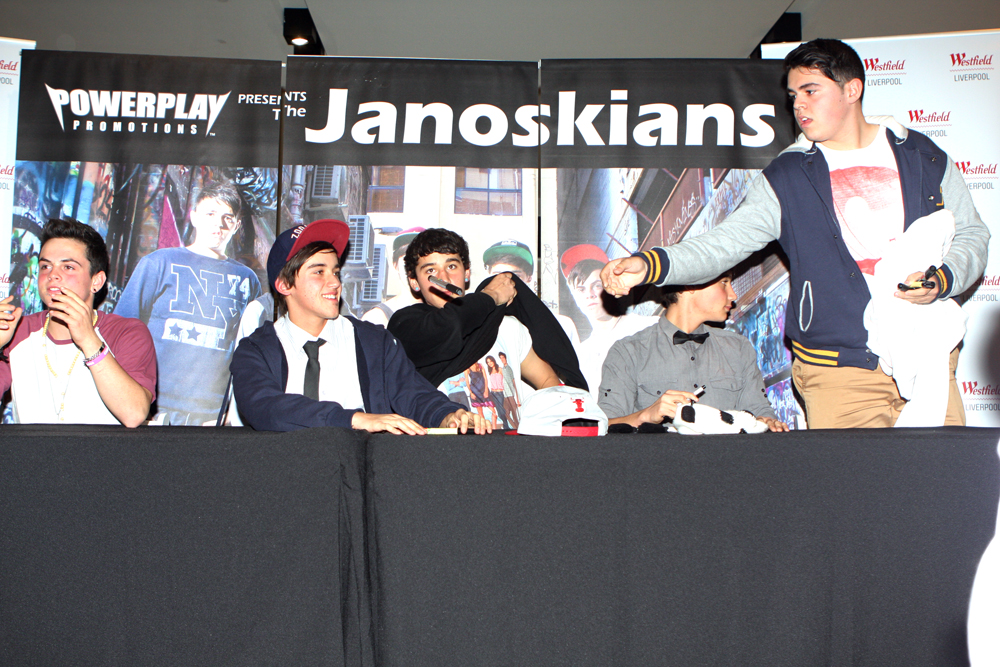
أعضاء فرقة ذا جانوسكيانز في لفاء صحفي

ذا جانوسكيانز (بالأحرف الإنجليزية The Janoskians) فرقة أوسترالية شبابية مؤسسة في ملبورن، أستراليا، تقدم موسيقى كوميدية وانتقادية.
اسم الفرقة يشير تلخيص لـ " (Just Another Name Of Silly Kids In Another Nation) ومعناه "مجرد اسم آخر لشباب سخيفين من بلد آخر" وتتمتع الفرقة بمتابعة قوية من قبل العديد من الشباب على الـيوتيوب لأدوارهم الهزلية والانتقادية، ذات الطبيعة الخطرة والسافرة في كثير من الأحيان ما عرّض الفرقة لانتقادات واسعة على أدائها وتصرفاتها الخرقاء وتأثيرها السلبي على الشبيبة الذين يقلّدون تصرفات أعضاء الفريق.
في بداية حياتها الفنية، سجلت الفرقة السينغل Set This World on Fire بعد توقيع عقد مع شركة سوني للترفيه الموسيقي وانتقلت الفرقة من أستراليا إلى الولايات المتحدة لنيل فرص أكثر للشهرة. كما ظهر الفريق في برنامج The Ellen DeGeneres Show وفي برنامج "The Janoskians: MTV Sessions".
الفرقة تضم خمسة أعضاء ومنهم إثنين من أصول لبنانية عربية:
- دانيال صهيوني (بالإنجليزية Daniel Sahyounie) المولود في 31 أكتوبر/تشرين الأول 1994
- جايمس يموني (بالإنجليزية James Yammouni المولود في 27 فبراير/شباط 1996
- بالإضافة إلى ثلاثة أخوة من عائلة بروكس، أي:
  - بو بروكس (Beau Brooks) المولود في 31 يوليو/تموز 1993
  - دجاي بروكس (Jai Brooks) المولود في 3 مايو/أيار 1995
  - لوك بروكس (Luke Brooks) المولود في 3 مايو/أيار 1995

## الأغنيات
- 2012: "Set This World on Fire"
- 2013: "Best Friends"
- 2014: "Real Girls Eat Cake"
- 2014: "This Freakin Song"
- 2014: "That's What She Said"
- 2015: "L.A. Girl"
- 2015: "Mood Swings"
- 2015: "Would U Love Me"
- 2015: "Friend Zone"
- 2015: "Rock Opera"
- 2015: "Teenage Desperate"
- 2015: "All I Want 4 Christmas"
- 2016: "Love What You Have"

## وصلات خارجية
- ذا جانوسكيانز على موقع ميوزك برينز (الإنجليزية)
- ذا جانوسكيانز على موقع ديسكوغز (الإنجليزية)
- الموقع الرسمي نسخة محفوظة 9 سبتمبر 2012 على موقع واي باك مشين.